# 口蹄疫
口蹄疫（こうていえき、学名 Aphtae epizooticae、英語: foot-and-mouth disease、通称FMD）は、家畜伝染病のひとつである。鯨偶蹄目（豚、牛、水牛、山羊、羊、鹿、猪、カモシカ、など蹄が偶数に割れている動物）およびハリネズミ、ゾウなどが感染する口蹄疫ウイルスによる感染症である。
日本では、家畜伝染病予防法において法定伝染病に指定されており、対象動物は家畜伝染病予防法により牛、めん羊、山羊、豚が指定されているほか（家畜伝染病予防法2条）、同施行令で水牛、しか、いのししが追加指定されている（家畜伝染病予防法施行令1条）。国際獣疫事務局 (OIE) リスト疾病に指定されている。

## 概説
この病気は、高い伝播性、罹患した動物の生産性の低下、幼獣での高い致死率という特徴を持つ。感染が確認された場合、他の家畜への感染拡大を防ぐため、罹患した患畜は発見され次第殺処分される。また他地域の家畜への伝播を防ぐため、地域・国単位で家畜の移動制限がかけられることから、広い範囲で畜産物の輸出ができなくなる。これらによる経済的被害が甚大なものとなるため、畜産関係者から非常に恐れられている病気である。日本国内で感染の疑われる家畜が発見された場合は、各地の家畜保健衛生所が通報を受け、家畜の診断にあたる。
アジア、中東、アフリカ、南米地域を中心に毎年世界各地で発生している。日本では2000年3月12日、約92年ぶりに宮崎県宮崎市でO型の口蹄疫の発生が見られた。また2010年4月20日に、宮崎県児湯郡でO型の感染が確認された。
韓国においても2010年11月以降に大規模な流行が起きた。
世界各国での発生状況については、OIEのデータベースを参照せよ。
日本国内で口蹄疫が発生した場合、対応は、家畜伝染病予防法および農林水産省の定める「口蹄疫に関する特定家畜伝染病防疫指針」（防疫指針）に従って行われる。家畜伝染病予防法は第一号法定受託事務にあたり、国の適正な処理確保がされた状態で都道府県に委託されている（詳しくは地方分権一括法を参照）。また、同法では、農水大臣が県知事同様に殺処分等を命ずることができるなどの措置も担保している。

## 病原体

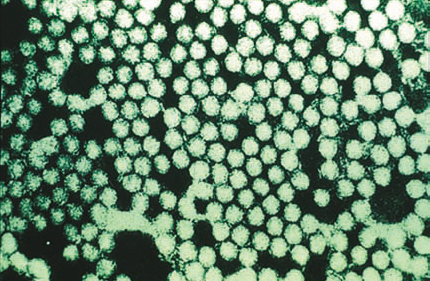
口蹄疫を引き起こす口蹄疫ウイルス（電子顕微鏡で撮影）。ウイルスの直径は21〜25ナノメートル。

ピコルナウイルス科（Picornaviridae）アフトウイルス属（Aphthovirus）の口蹄疫ウイルス（foot-and-mouth disease virus, FMDV）によって発生する。ただ単に「アフトウイルス」といえば口蹄疫ウイルスを指す。アメリカ合衆国では Hoofs and mouth disease とも呼ばれることがある。
ラブドウイルス科（Rhabdovirideae）ベシクロウイルス属（Vesiculovirus）の水疱性口内炎ウイルス（vesicular stomatitis virus, VSV）による水疱性口内炎も口蹄疫に酷似した症状を示し、牛丘疹性口炎とともに類症鑑別が必要とされる。
1898年、ドイツの医学者フリードリヒ・レフラーとポール・フロッシュにより病原体が突き止められ、細菌より小さいことが確かめられた。これが、初めて確認された濾過性病原体=細胞内寄生体の一つである。
口蹄疫ウイルスは、大きく分けてO型、A型、C型、SAT-1型、SAT-2型、SAT-3型、Asia-1型の7タイプに分類される。そして各タイプはさらに複数のサブタイプに分けられる。

## 症状

### 一般的な症状
病理的にはウイルス血症を起こし、外見的には発熱、元気消失、多量のよだれなどが見られ、舌や口中、蹄（ひづめ）の付け根などの皮膚の軟らかい部位に水疱が形成され、それが破裂して傷口になる。「口蹄疫」という病名はこれに由来する。ただし、水疱が形成されないケースも報告されている。基本的には口蹄疫には他のウイルス感染症と同じように不顕性感染があり、症状がまったくなくても、感染区域にいた牛・豚は感染症の媒介者になり得る。
水疱が破裂した際の傷の痛み（細菌によるその後の二次感染も含む）で摂食や歩行が阻害され、体力を消耗する。幼畜の場合、致死率が50%に達する場合もあるが、成畜では数パーセントである。しかし、上の症状に伴い乳収量や産肉量が減少するため、畜産業に対しては大きな打撃となる。

### 農水省による公式症状
突然40〜41℃の発熱、元気消失に陥ると同時に多量のよだれがみられ、口、蹄、乳頭等に水疱（水ぶくれ）を形成し、足を引きずる症状が見られる。

### 症状写真と説明

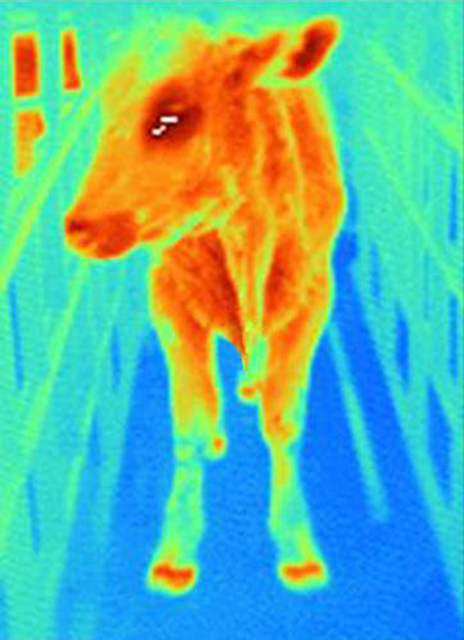
口蹄疫による発熱（サーモグラフィでの撮影）。ひづめ周りが熱を持つという特徴がある。
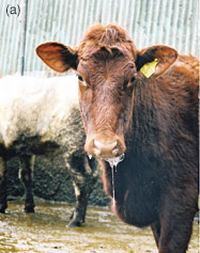
多量のよだれが出る。
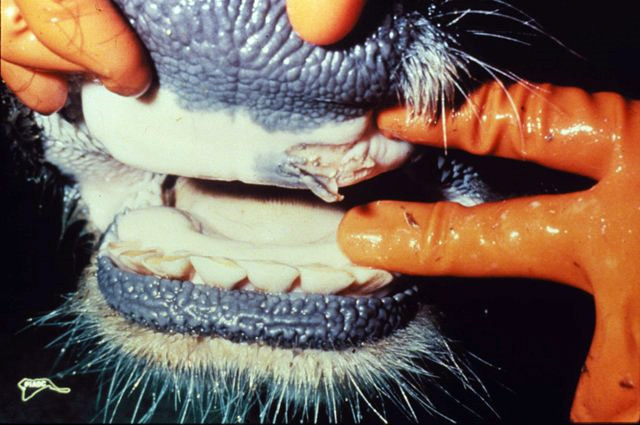
口内に水疱ができる。牛の唇。
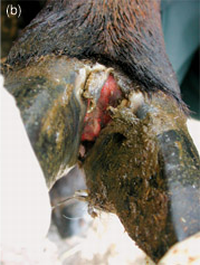
ひづめ周りに水疱ができる。牛の足。
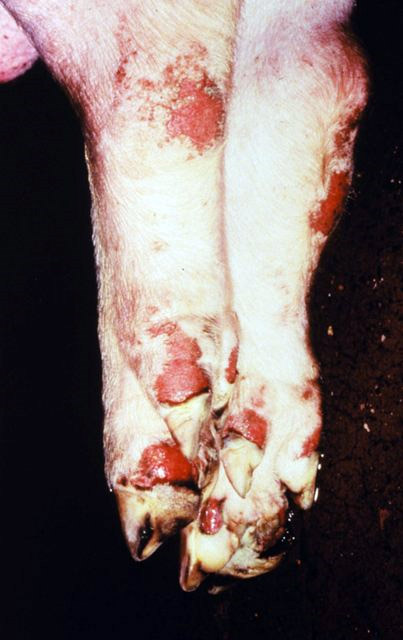
ひづめ周りの水疱。豚の足。

- 農水省：口蹄疫罹患家畜の特徴的病変（2010年1月〜6月韓国事例）：写真

### 2010年宮崎県の症例

#### 1例目の報告（非定形的症状）
口蹄疫の疑似患畜の1例目に対応した獣医師が宮崎県獣医師会を通じて臨床症状等の詳細を報告している。
- 「初診時（4月9日）には流涎（よだれ）と食欲不振しか認めず、発熱（40℃、4月5日）も半日程度で消失した」ため、初診時は流涎と食欲不振だけしか認めない可能性有り。（よだれも口蹄疫の典型量ではなく、少量）
- 診療3日目：上唇基部に小豆大の潰瘍を1箇所認め、同時にすぐ横に小豆大の丘疹部（水疱ではない）を手でこすると、脱落し潰瘍を形成した。その時舌は、先端に2cm×3mm程度の表皮の脱落と中央部に退色が見られた。（口蹄疫の潜伏期間を1週間と見て4月12日まで往診）

その後4月16日まで次の異常患畜が出なかったので口蹄疫でないと診断。

#### 2010年の症状
- しかし今回の発生は10年前に確認された発生と比べ、臨床症状が強く出ること、伝播力が強いという特徴があると考えられる[10]。2000年に動衛研所長だった村上洋介は、当時は「感染させた肉用牛と同居させても、豚にはうつらなかった。（牛も豚も感染した）今回は感染する力が強い」と話している[11]。

#### 2010年6月の症状
ワクチン接種から約10日間経過した。豚で、蹄に出血、潰瘍があるものの、鼻に水疱がないものが出てきた。ワクチン接種のための症状緩和か?蹄病変は出ているものの、食欲があったりしている。当初と異なる。（5月には水疱無し、食欲不振が多かった。）

## 伝播
家畜の伝染病の中では最も伝染力の強い疾病でもあり、典型的な水疱形成前からウイルスが排出される。ウイルス血症を起こすことから感染動物の全て組織、分泌物、糞便が感染源となる。例えば、精液中にもウイルスが含まれるため、交配やウイルス汚染された精液を使用すると人工授精でも感染する。牛乳には水疱形成の4日程度前からウイルスが排出される。
潜伏期間は動物の種類によって異なりウシは約6日、ヒツジは約9日、ブタは約10日とされているが、実際には感染時ウイルス量と関係があり、多量であれば潜伏期間は短くなる。感染した1匹の豚は1日に4億個のウイルス粒子をまき散らし、10粒子で牛を感染させることができる。
野鳥、犬、猫、ネズミは口蹄疫に感受性はなく感染しないが、ウイルスを運ぶ可能性があり、移動制限を受ける。
病原体が付着した塵により空気感染もする。飼料も感染源となり、ワラに付着した口蹄疫ウイルスは夏では4週間、冬では9週間、フスマでは20週間生存すると言われており、稲藁や麦藁に付着して入ってくる可能性も危惧されている。水疱が破裂した際に出たウイルスや糞便中のウイルスが塵と共に風に乗るなどして陸上では65km、海上では250km以上移動することもある。幾つかの例があるが、実際に1967年から1968年のイギリスでの感染事例では、ドーバー海峡を越えフランスから伝播した。また、1981年にデンマークからスウェーデンへと伝播している。ヨーロッパ以外では、1985年ヨルダンからイスラエルへの伝播例も報告されている。
アウトブレイクの引き金となる最も重大な感染ルートは肉製品によるものである。

### 宿主
反芻動物では、水疱症状治癒後またはワクチン接種による免疫獲得後にもウイルスは食道や咽頭部位に長期間存在し排出が続く。したがって、免疫を獲得した反芻動物も不顕性感染状態（キャリア）となり再び感染源となる例が報告される。水牛やウシではウイルスを数年間排出し続け、ウイルスは遺伝的な変化を起こす。国際的には、4週間以上排出が続く状態を「キャリア」と定義している。ただし、豚はキャリアにならないとされている。

### 感染動物の死後
屠殺動物では死後硬直が最大になる頃には、乳酸により組織中のpHは5.7程度まで低下し、筋肉組織内のウイルスは減少する。pHの低下は動物によって（牛は低下が大きくブタは少ない）あるいは個体差がある。しかし、一般的には屠殺後には直ちに冷凍または冷蔵されるため、pH低下によるウイルスの減少は期待できず、脂肪、骨髄だけでなく塩漬乾燥調理を施したハム、ベーコンには不活化されていないウイルスが約180日後も残存することが報告されている。

### ヒトへの感染
ウイルス学の立場から、口蹄疫ウイルスは濃厚接触がある場合、感染することがある。発熱や口腔内水疱症等が主症状で輸液等で回復する。また科学的に実証される死亡例は報告されていない。ヒトからヒトへの感染例は確認されていない。感染した家畜の肉を食べて感染することはない。加熱処理をしていない生乳を飲んで感染したとする報告はあるが、生乳を飲むこと自体が稀であり、また仮に飲み、そして仮に感染したとしても症状が軽いことから、公衆衛生の問題としては扱われていない。イギリスの公衆衛生検査サービス（PHLS。現在は統合されて 英国健康保護局 (HPA) となっている）の David Brown は、パスチャライゼーション（低温保持殺菌及び高温短時間殺菌）ではこのウイルスを不活化できないだろうと述べている。ただし、パスチャライゼーションされたミルクから感染した例は報告されていない。
稀に感染しても、ヒトでの症状は、家畜での症状と違い穏やかである。潜伏期間は2〜6日ほどである。発熱、喉の痛みが起き、足・口内・舌に水泡ができる。最後に水泡が出来た日から約1週間で輸液等だけでほぼ回復する。ヒトでの持続感染は知られていない。きちんと治療すれば死亡した例も知られていない。40例以上のヒトの感染例から見つかったウイルスの型はO型が一番多く、次にC型が多い。A型は稀であった。
感染による症状自体は問題とはならないものの、ヒトがウイルスの保有者（無症候性キャリア）となり、他の動物への感染源となる可能性があるため、感染源との接触は極力避けなければならない。たとえば、口蹄疫流行国からきた旅行者が、アメリカ合衆国へ入国する場合などに、空港で「過去2週間以内に家畜に触れたことがあるか、家畜の農場にいたことがあるか」等と聞かれることがある。
感染報告の例
- 1834年、3人の獣医が牛の生乳を故意に飲み、感染したとする報告がある[17]。当時は口蹄疫ウイルスが単離確定されていない[16]。
- 1884年、イギリスのドーバーで205人に感染の疑いがあり、ミルクにより最低でも2人の子供が口蹄疫に感染して死亡したとの報告がある[18]。当時は口蹄疫ウイルスが単離確定されていない[16]。
- 1966年、イギリスのドーバーで感染が確認されているが、予後の記録はない[17][18][21]。

なお、ウイルスは単離確定されていなくても、抗体検査は信用性がある。また、1880年代には口蹄疫の抗体検査は確立していた。
農水省は、口蹄疫の報道発表文の冒頭に毎回「口蹄疫は、牛、豚等の偶蹄類の動物の病気であり、人に感染することはありません。」という文を付けている。

## 診断
日本では、防疫指針に基づき、遺伝子検査による診断を行う。具体的には、農家や獣医師などが水疱などの症状によって疑いを持つと、各地方にある家畜保健衛生所に通報する。家畜保健衛生所は2時間以内に立ち入り検査し、同時に複数の個体から「血液」「水疱上皮」（水疱上皮は2cm角または合計1g以上）「水泡液」等の試料を採取する。幼獣等の死亡検体からは、心筋、リンパ節、内臓を試料として採集することもある。口蹄疫の疑いがある場合には、水疱上皮などの試料は、pH 7.2〜7.6に厳密に調製された保存液に入れ、容器の破損、内容物の腐敗、病原体の拡散を防ぐため厳重に梱包し凍結させないように冷蔵保存して農研機構に運搬する。血液や体液も冷蔵保存で運搬する。検査は農研機構海外病研究施設（小平市）において24時間体制で行われ、約6時間で判定可能な、RT-PCR法で遺伝子診断を行う。遺伝子診断全過程には約半日（輸送や行政手続きも含む。ウイルス分離には2-7日）かかる。陽性となれば「疑い例 (suspected case)」となり、行政・マスコミでは「口蹄疫」として扱われるようになる。更に確定診断のためには、培養した病原体により正確な判定が可能なELISA法（血清検査。培養に数日かかる）により検査が行われ、陽性であれば「確認例、確定例 (confirmed case)」となる。この時、血清型（O型が多いが、7種類以上ある）さらにOIEの口蹄疫国際確定診断センター (WRLFMD) である英国の「パーブライト研究所 (Pirbright Laboratory)」にデータを送付する。

### 写真判定
2010年の例では、感染拡大に伴い診断の迅速化が求められ、6月9日の都城第1例（280例）から、農水省動物衛生課の獣医師による写真判定で診断をしている。

### 鑑別
類似症状を呈する感染症は複数あり、確定診断のためには鑑別診断を行う必要がある。類似症状のウイルス感染は豚では「豚痘」「豚水疱病」「水疱性口内炎」「水疱疹」などがあり、牛では「趾間腐爛」「牛伝染性鼻気管炎」「牛ウイルス性下痢」「ブルータング」との鑑別が必要とされる。ただし、「水疱病」「水疱性口内炎」は日本国内での発生例は報告されていないが、臨床症状だけでは口蹄疫と区別することはできず、ELISA法や培養により判定する必要がある。

## 治療・殺処分

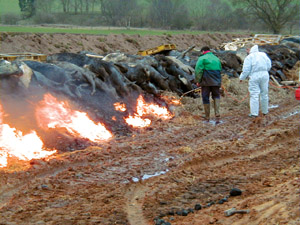
口蹄疫の患畜死体の焼却処理。主に先進国を中心に、他の家畜への更なる伝播を防ぐために行われる（2001年イギリス）。発展途上国ではワクチン接種で終わらせることが多い。

致命的な病気ではないが、本疾病に対して治療が選択されることは基本的にない。前記のとおり、偶蹄類が感染する伝染病の中でも最も伝染力が強い部類に入り、蔓延すれば畜産業界に経済的な大打撃を与えかねない疾病でもあるため、患畜として確認され次第、家畜伝染病予防法に基づき、患畜のみならず同じ畜舎に飼われる家畜も全て速やかに殺処分される。
殺処分は狂犬病のような第17条第1項による都道府県知事の権限ではなく、第16条第1項に基づく家畜保健衛生所の家畜防疫員の指示により患畜と確認され次第、直ちに行われる。この指示書も第17条第1項に基づく「殺処分命令書」ではなく、第16条に基づく「と殺指示書」という形式で発せられる（命令の内容および効力に事実上の差はない）。
- 2010年の例では、第10例目の川南町・畜産試験場の豚486頭から、遺伝子診断を待たず写真判定による即日処分を開始している。ただし殺処分が間に合わない、農家の同意が得られないなどの理由でPCR判定を待ってからの殺処分する場合が多かった。

## 殺処分方法の動物福祉問題
2010年の宮崎県口蹄疫での殺処分方法は消毒薬（パコマ）投与、二酸化炭素ガス殺、電殺、電殺・薬殺併用法が用いられた。前者三つについての、動物福祉上の問題は下記のとおりである。

### 消毒薬（パコマ）投与の問題
パコマ（組成：[モノ、ビス(塩化トリメチルアンモニウムメチレン)]-アルキル (C9-15)トルエン）は逆性石鹸であり、普通石鹸との対比でこう呼ばれる。普通石鹸は水に溶けると脂肪酸陰イオンになるが逆性石鹸は陽イオンになる（陽性石鹸、陽イオン性界面活性剤とも呼ばれる）。
逆性石鹸には溶血作用、神経筋接合部におけるクラーレ様（筋弛緩）作用がある。クラーレ様作用により動物は全身の骨格筋が麻痺していき、最終的に呼吸筋の麻痺により窒息して死に至ると考えられている。
従来パコマには麻酔作用があると信じられてきたが、これには組成名に「トルエン」が入っていることに由来する。しかしこのトルエンは麻酔作用のある「有機溶剤トルエン」とは異なるものであり、麻酔作用はないと考えられている。

米国獣医学会の安楽死に関するガイドライン（AVMA Guidelines for the Euthanasia of Animals: 2020 Edition）は、次のように、殺処分方法としてパコマのような消毒薬を使用することを否定している。
「ストリキニーネ、ニコチン、カフェイン、洗浄剤、溶剤、農薬、消毒剤、および治療または安楽死の使用のために特に設計されていない他の毒性物質は、いかなる状況下でも安楽死剤として使用することはできない。 」
北米の科学者の集まりである Scientists Center for Animal Welfare (SCAW) や日本の国立大学動物実験施設協議会の規定は、麻酔なしでクラーレ様作用を持つ薬剤を使うことを禁じており、クラーレ様作用を持つパコマは、少なくとも単独使用することは禁じられている薬剤といえる。
また、OIE動物福祉規約の「防疫目的の動物の殺処分」一般原則には
- 動物が防疫目的で殺処分される場合、用いられる方法は、即死もしくは即時の意識喪失状態のまま死ぬという結果になるべきである。
- 意識喪失が瞬間的に起きない場合、意識喪失への誘導は、嫌悪を起こさせない，あるいは動物の嫌悪ができる限り最小限に押さえられるものであるべきである。
- 動物に避けられるべき不安、肉体的苦痛、疲労や精神的苦痛をもたらしてはならない。

と記されており、殺処分においてのパコマ使用はこれに反するとして、日本国内の動物保護団体は口蹄疫で用いられた殺処分方法を問題視している。
なおパコマに併用して鎮静剤が用いられることもあったが、宮崎県口蹄疫殺処分では、「作業者の安全」を考慮して鎮静剤投与が行われており、取扱いに危害が及ばない哺乳豚に対しては「鎮静剤投与の必要がない」という考え方でパコマ単体で処置が実施された。

### 二酸化炭素ガス殺の問題
炭酸ガスでの殺処分は生きたままの殺処分動物を埋設穴に落としブルーシートで覆いその上に板を乗せ隙間から注入したり、トラックの荷台にブルーシートを被せ隙間から注入するといった方法で行われた。これらの方法では、穴の下にいる動物が圧死したり、荷台で暴れる母豚の体重で子豚が圧死するなどの問題が起こった。
都道府県の防疫マニュアルでは、炭酸ガスによる殺処分方法を、薬殺より効率よく難易度が低く、獣医師でなくても可能であるとし、国の指針である「口蹄疫に関する特定家畜伝染病防疫指針」第6でもこの方法を推奨している。しかし実際にはよじ登ったり頭部を高濃度帯よりもたげて曝露されない個体がでてきたり、成長区分で致死までの時間に差があること、興奮により意識消失前の酸欠が窒息死の苦痛をもたらすことなどがあり、難易度は高く獣医師でなくても可能とは言い難い方法である。
炭酸ガスによる殺処分は安楽死と表現されることがあるが、苦しむ動物の鳴き声はひどく、非常に暴れ、安楽だという証拠はない。OIE動物福祉規約は、炭酸ガスによる殺処分方法は「失神への導入が遅い・導入を嫌悪する」としており、アニマルウェルフェアが懸念されている。
さらに、蘇生した個体にはパコマの注射による追加措置が行われたため、上述のような不適切な方法に苦しみが更に積み重なった可能性がある。

### 電殺の問題
電殺は大きな火バサミのような器具で頭を挟み高圧電流により失神させたあと、胸を挟んで心臓に電流を流すことで致死させる方法である。この方法では、処置時に苦しむ事例、処置後に生き返る事例、生きたまま埋設穴に落とされ圧死する事例が報告されている。
これらの方法について、国内の動物保護団体は、動物福祉上の問題点の検証や、留意事項を熟知した専門職の配置、実働演習の実施などを求めている。

## 防疫・対策

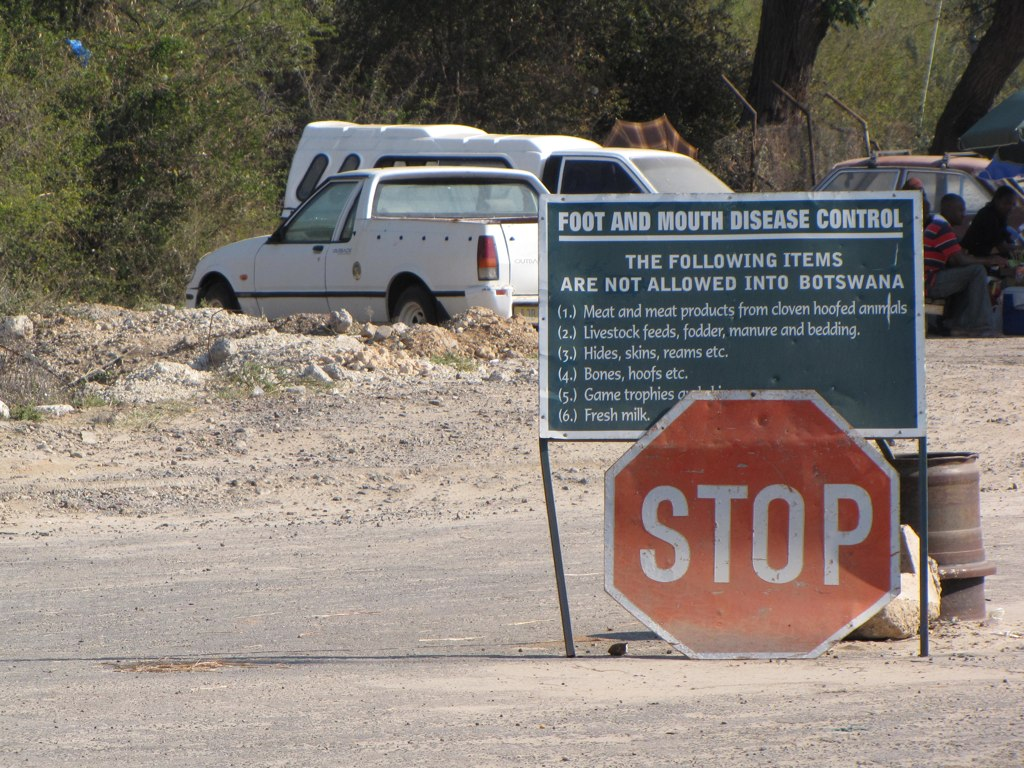
「口蹄疫防止のための規制。以下の物品のボツワナ国内への持ち込み禁止」と大きく書かれた看板。下に小さく肉類等の畜産物の一覧が書かれている。2009年8月6日、ボツワナ国境。

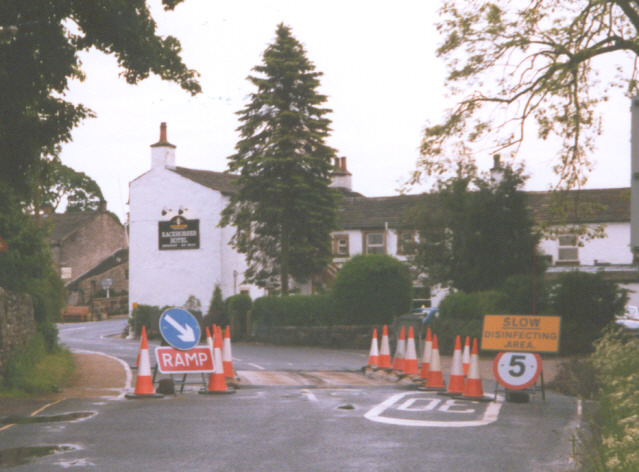
車両消毒ポイントの例。車両の移動によって、他地域の家畜へ伝播することを予防するために設置される。「速度落とせ。消毒エリア」の表示が見える（画像右）。2001年6月15日、イギリス ノース・ヨークシャー。

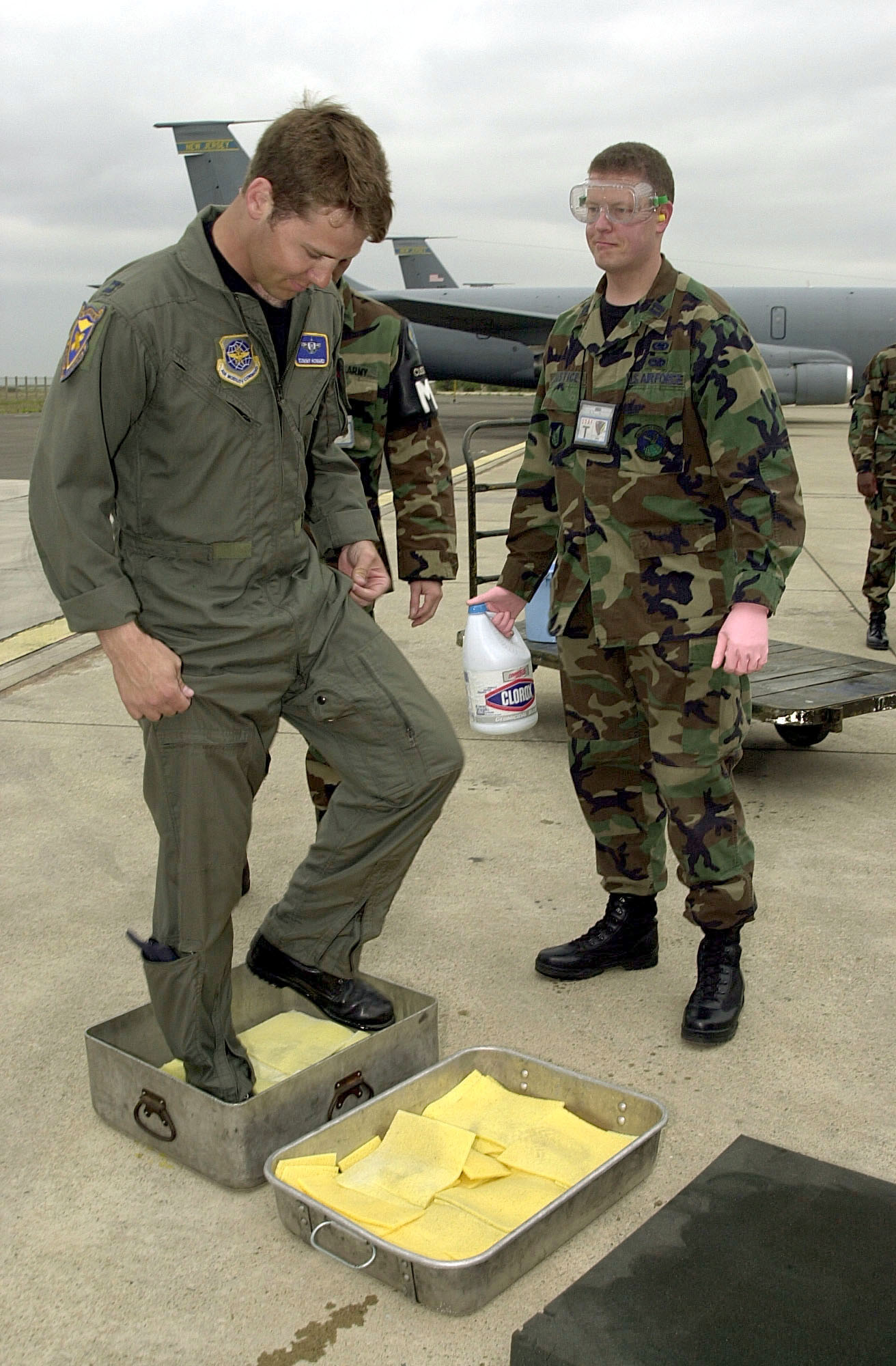
靴の裏を消毒する米国空軍のパイロット。これはフランスから米国に帰還する直前。自国に口蹄疫を持ち帰らないための対策。2001年4月25日、フランス イストル。

### 家畜伝染病予防法・防疫指針
- 日本では、「家畜伝染病予防法」と「防疫指針」に基づき各種の対策が行われている。
  - 家畜伝染病予防法 公布:昭和26年5月31日 法律第166号
  - 家畜伝染病予防法施行規則（昭和二十六年農林省令第三十五号）.e-Gov法令検索. 総務省行政管理局
  - 口蹄疫に関する特定家畜伝染病防疫指針 平成16年12月1日 農林水産大臣公表
  - 付属文書 「留意事項」口蹄疫に関する特定家畜伝染病防疫指針に基づく発生予防及びまん延防止措置の実施にあたっての留意事項 平成16年12月1日 農林水産省消費・安全局長 都道府県知事あて通知

（注）なお防疫指針の発表に伴い、「要領」（口蹄疫防疫要領 2002年（平成14年）6月24日付け農林水産省生産局畜産部長通知）は廃止された。「海外悪性伝染病防疫要領」（農林水産省畜産局長通達、50畜A第3843号、1975年（昭和50年）9月16日付、一部改正1976年（昭和51年）7月5日）は新要領とともに廃止済み。
対策の基本は「検疫」、「早期発見と殺処分」、「半径10kmの移動制限区域、半径20kmの搬出制限区域」である。2010年日本の例では、2箇所の感染中心地に対し、畜産関係車両消毒ポイント（検問所）を、24時間33箇所と日中（9ないし15時間）9箇所設定している。
防疫指針が防疫線半径を原則20kmとしているのは制限は緩いのではないかという意見がある。2010年の例では、約80km離れたえびの市を除き感染は防疫線内であったが、衣服等への付着を通じてウイルスが拡散する可能性もあるため、2010年5月17日、農水省のガイドラインでは獣医師に対する指導・依頼事項として、

- b 当該農場を去る前に、身体、衣服、眼鏡その他の携行用具の消毒並びに車両の洗浄及び消毒を行い、直ちに帰宅するとともに、帰宅後は、更に車両、携行用具、衣服等の完全な消毒を行い、入浴して身体を十分に洗うこと。
- c 異常畜が本病でないと判明するまでは、偶蹄類の動物と接触しないこと。なお、本病と判明した場合は、異常畜を診断し、又は検案した後7日間は偶蹄類の動物と接触しないこと。

とし、防疫作業員に対しても同様な規制を定めている。

#### 防疫指針の問題点
大阪府立大准教授（獣医学）の向本雅郁は、口蹄疫マニュアル（防疫指針）は「机上の空論だった」として改訂すべきだという。
- なぜこれだけ広がったと思うか 「口蹄疫は牛の病気だと思いがちだが、豚に感染したのが大きかった。豚は牛よりも100倍から2千倍のウイルスを体内につくり放出する。豚の感染力が高いというのは、教科書レベルで書いてある基本的なことだ」
- 防疫体制をしっかりしていても防げなかった 「ウイルスの媒体が、ハエやアブなどの昆虫となると、牛舎の構造上の問題がある。鳥インフルの場合は、防虫ネットを張っていたが、牛舎を完全に封鎖するのは現実的ではなかったのだろう」
- 空気感染の可能性は 「空気感染だったらもっと一気に、同心円状に広がる。今回は、割と順番に南下している。媒体の可能性としては、野生動物か昆虫が大きいのでは」（風を考慮しない場合の仮説）
- 具体的な改善点は 「マニュアル上、口蹄疫ウイルスの判定は動物衛生研究所でしかできないことになっている。それでは遅い。診断は迅速にすべきで、都道府県レベルの家畜保健衛生所に判定権限を下ろすべきだ」
- ほかには 「早く殺処分して埋却ということになるが、今回の大規模な処分はマニュアル上も想定されず、埋却地が足らないという問題が起きた。感染しているのに、殺される順番待ちをしている状態を改善しなくてはいけない。マニュアルは当然書き直されるべきだと思う」

### 2010年6月 口蹄疫対策特別措置法
- 口蹄疫対策特別措置法口蹄疫対策特別措置法 抄（平成二十二年法律第四十四号）（平成22年6月から平成24年3月31日までの時限立法）（家畜伝染病予防法より優先して適用される）
  - 口蹄疫対策特別措置法施行令（平成二十二年政令第百四十六号）.e-Gov法令検索. 総務省行政管理局
  - 口蹄疫対策特別措置法施行規則（平成22年農林水産省令第41号）.e-Gov法令検索. 総務省行政管理局
  - 口蹄疫防疫措置実施マニュアル（平成22年6月24日22消安第2898号 農林水産省消費・安全局長通知）
    1. 農場から家畜保健衛生所に通報があれば、2時間以内に立ち入り検査
    2. 動衛研の遺伝子検査を待たず、写真で感染疑いを早期に判定
    3. 疑い確認から24時間以内の殺処分、埋却

### 2010年9月 宮崎県えびの市の防疫
迅速な判定、殺処分、広域の徹底した消毒と検問。

### 2010年8月 鹿児島県の防疫
8月7日に曽於家畜保健衛生所管内で疑い例発生、翌日午前中に埋却予定地と防疫従事者を確保。PCR結果判明2時間前に、緊急消毒ポイント候補地と制限区域内農場のリストアップが終了した。（結局陰性）

### 2010年 大分県のガイドライン
- 「大分県口蹄疫防疫ガイドラインについて」
- 大分県口蹄疫防疫ガイドライン（平成22年7月16日改正）PDFファイル／5.5MB/27p
  - 資料
    - 1 「大分県口蹄疫総合対策本部」設置要領 [PDFファイル／126KB]
    - 2 大分県口蹄疫防疫対策部の業務内容（例） [PDFファイル／110KB]
    - 3 大分県口蹄疫現地総合対策本部の業務内容（例） [PDFファイル／133KB]
    - 4 各作業場の必要資材機材リスト（例） [PDFファイル／107KB]
    - 5 市町村口蹄疫対策マニュアル（例） [PDFファイル／152KB]
    - 6 口蹄疫防疫作業時の防護服着脱マニュアル [PDFファイル／1.09MB]
    - 7 消毒ポイントに係る作業マニュアル [PDFファイル／380KB]
    - 8 異常畜発見のポイントについて [PDFファイル／892KB]
    - 9 踏み込み消毒槽の設置マニュアル [PDFファイル／128KB]

### 2011年 鹿児島県のマニュアル
2011年1月に鹿児島県は、2010年の宮崎県における流行を踏まえ、初動防疫に重点を置いた現場で役立つ詳細なマニュアル（228ページ、概要と参考資料を含む）を作成した。特徴は全頭分の埋却地を設定しているなどである。
- トピックス：鹿児島県口蹄疫防疫対策マニュアル 平成22年1月
  - 鹿児島県口蹄疫防疫対策マニュアルの概要、（1〜5）、（6〜7）、（8〜12）
  - 鹿児島県口蹄疫防疫対策マニュアル（参考資料）（防疫に必要な人員・資材・器具,機械,埋却地等）

### 日本国外の例
日本国外では、感染農家だけではなく周囲家畜の処分、道路での広範囲の消毒、監視体制の強化による早期発見、軍隊の早期動員、ワクチン接種などの組み合わせが効果があるとされている。

#### 2007年英国
2007年には農家の通報が午前6時に直接、環境・食料・農村地域省 (DEFRA) に入り、その段階で英国内すべての牛の移動停止、検査完了が12時、殺処分完了が夜8時と、発生その日のうちにすべて完了した。

### 予防
口蹄疫ワクチン（英国メリアル社製Aftopor）は存在するが、基本的に使用しない（異なる見解あり）。その理由は
1. 感染の診断が不可能になるので、その後の予防が著しく困難になる。また感染した動物と抗体の区別がつかないのでワクチンが投与された個体が生きている間は輸出相手国が輸入再開の許可を出さないケースが多く、産業への長期的打撃が大きい。
2. 100%の効果がないので、感染源になったり偽の安心を生む。現在あるワクチンは（生体内での免疫の）有効期間が6ヶ月で、個別の型にしか効かない。新たに感染した場合、排除するのではなくキャリア（潜在保菌患畜）（1-2年という論文も存在）となり危険である。またウイルスの変異速度がはやく、免疫効果が未知数。
3. 日本では、2010年以前に使用例がなく不安である。
4. ワクチン接種された動物は食品に使えない。[要出典]
5. 接種範囲の決定が困難である。
6. ワクチン接種、診断、殺処分の3つを兼業ができるのは獣医師だけであり、流行期に過重な負担となり実行不可能に近い。

などである。相当程度流行した場合は考慮と議論の対象になり、法整備がされ備蓄（O型70万ドーズ、35万頭分）があるので利用可能である（2010年日本の例では、5月22日から10km制限区域内に殺処分前提の全頭接種が始まった）。
外国では成功例（2000年のオランダなど）と失敗例（アルゼンチンなど）の両方がある。特にオランダの場合、英国で700万頭の被害が出る流行の飛び火を押さえ込んだので印象的である。
利点は、処分が間に合っていない対策として「時間稼ぎ」できる点とされる。特に豚からのウイルス拡散量が格段に減少するとされる。しかし「地域限定での全頭殺処分」は制圧の切り札のように見えるが、農家からの拒否反応があることや、財産権や家畜伝染病予防法など法律上色々困難があり、農家や地域に与える有形無形の打撃など未経験分野であり、その対応が困難であった。（国の経済援助で解決。）また処分頭数があまりにも多くなるため（2010年の日本の例では、5月中旬の10km圏では15万頭程度）、人員・資材・機材・敷地の確保や、それらの衛生確保も難しい。さらに実行した場合にウイルスが既に広範囲・高濃度で拡散済みであるので、制圧できるか疑わしいところがある。

### 消毒

#### 消毒薬
農水省が発表した情報を農研機構（旧動衛研）がまとめた「日本の口蹄疫情報」の中で、「口蹄疫防疫に使う消毒薬の作り方」として「4%炭酸ソーダ（炭酸ナトリウム）（Na2CO3）液」を挙げ、ホルマリンおよび他の消毒剤と混ぜないこと、容器は金属製、ポリエチレン製いずれでもかまわないことが付記されている。また、「海外悪性伝染病防疫要領」に記載されているその他の消毒薬」として、2%苛性（カセイ）ソーダ(NaOH)（水酸化ナトリウム）、2%苛性カリ（KOH（水酸化カリウム）、10%ホルマリンを挙げている。
市販消毒薬で、口蹄疫ウイルスに対する明らかな効果が認められたものは下記の通り（濃度は外部リンク先参照）。
- ヨウ素系消毒薬
  - バイオシッド30（旧称「リンドレス」、ファイザー）、クリンナップルA（甲陽化学）、動物用イソジン（明治製菓）、ファインホール（東京ファインケミ）、ポリアップ16（共和発酵、あすか製薬）
- 塩素系消毒薬
  - アンテック・ビルコンS（バイエル）、クレンテ（エーザイ、日産化学）、スミクロール（住友製薬、有恒薬品）
- アルデヒド系消毒薬（グルタルアルデヒド）
  - グルタクリーン（日本全薬工業、科学飼料研究所、ヤシマ）
- その他
  - クリアキル-100（塩野義、田村）、アリバンド（甲陽科学）

地面の表面がムラなく白くなる程度の地面への消石灰の散布が、基本として強く奨励されている。

#### 消毒薬で万全ではない
- 消毒で口蹄疫ウイルスを100%防げる訳ではない[9]。
  - ウイルスが消毒に強いこと、空気感染があること、昆虫（ハエやゴキブリなど）による感染があること、家畜の全ての皮膚や粘膜を常時消毒出来ないこと、飼料、稲わら、もみ殻、運搬車、飼育員、検査者、来客などに付着していることなどが理由として考えられているが、どれも有力な説ではあるが状況証拠である。

##### 「逆性石けん」は口蹄疫に効果がない
- 「結核菌及び大部分のウイルスに対する殺菌効果は期待できない」日本薬局方添付文書情報 [43]。「逆性石けん」は表面の脂質を分解する「石けん」であるので、脂質であるエンベロープを持つ鳥インフルエンザウイルス等を分解し有効ではあるが、エンベロープを持たない口蹄疫ウイルス等にはほとんど効果がない。
- 「逆性石けん（パコマ、アストップなど）は口蹄疫ウイルスには効果がない。」千葉県南部家畜保健衛生所（「パコマ」はエーザイ製の逆性石けん）[44]

###### 宮崎県は逆性石けんを使用
- 2010年の宮崎県での流行時、公的農場において消毒に逆性石けんを主用していた例があった。（4月28日確認、10例目、豚の1例目。宮崎県畜産試験場川南支場）
  - 現行の宮崎県の農場衛生管理マニュアル（要約版）（2010年11月作成、2011年1月最終報告発表後閲覧、全文はネット上にない）でも逆性石けんによる消毒が一番目に推奨されている。「②逆性石けん等の消毒液を噴霧するか、浸漬しましょう。」[45]
- 北海道のマニュアル（平成15年）では、口蹄疫の特殊性が明記されている。「踏み込み消毒槽、車両のタイヤ消毒槽の消毒液には両性石けん（口蹄疫発生時等は別紙口蹄疫に有効な消毒薬を使用）を、また、手指の消毒液には逆性石けん等（口蹄疫発生時等は別紙口蹄疫に有効な消毒薬を使用）を用い、2〜3日間隔で交換する」。[46]

（注）
- 流行がアイスランドの火山爆発と重なり、各県からの注文も殺到し、品不足になった欧州製薬品があった[47][48][49]。
- 2010年11月からの韓国での流行では、全ての消毒薬が水で希釈して使用するタイプのため、気温が氷点下になる地域では消毒効果が少ないことが問題とされた（特に消毒槽や道路検疫などで困難があった）。

## 事例

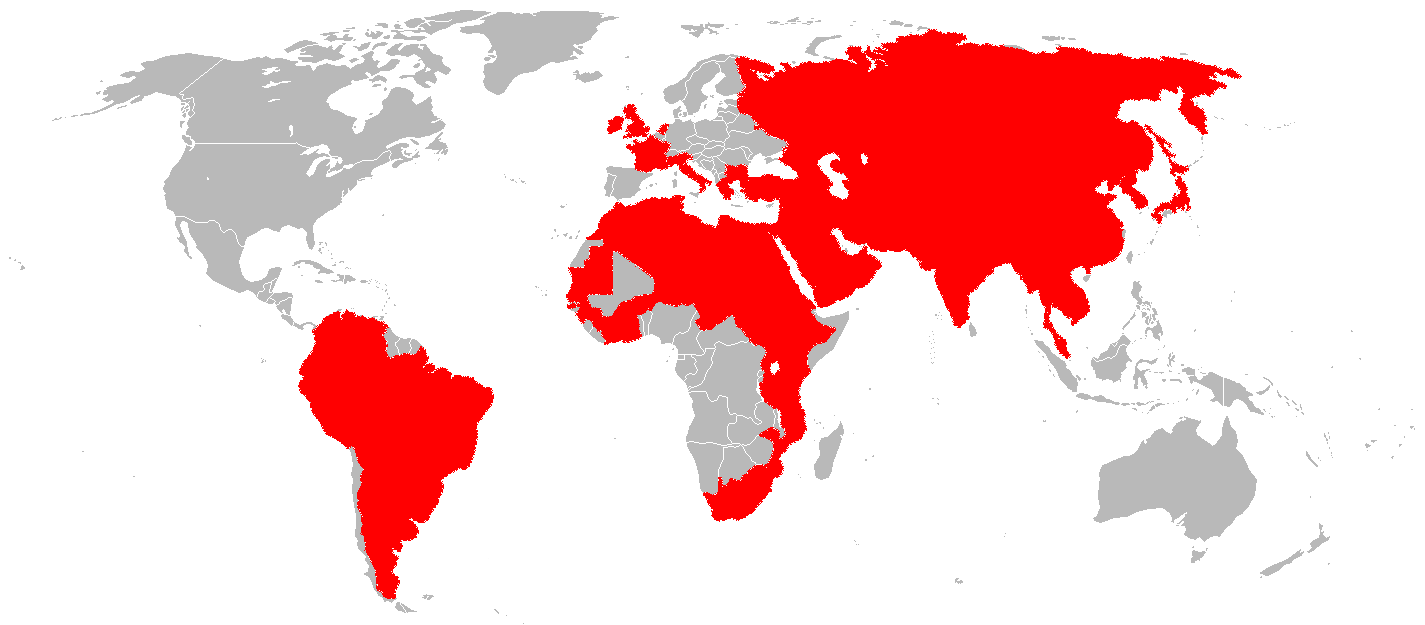
1990年から2002年の間に口蹄疫（O型）が発生した国。OIEへの報告に基づく。

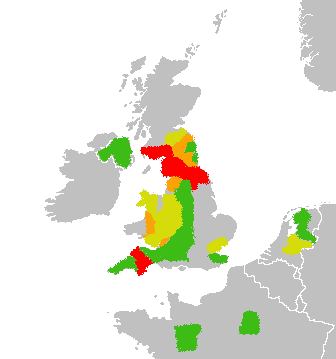
2001年、イギリスで発生した口蹄疫。各地での発生件数を色で表す。
100–893件
50–100件
10–50件
1–10件

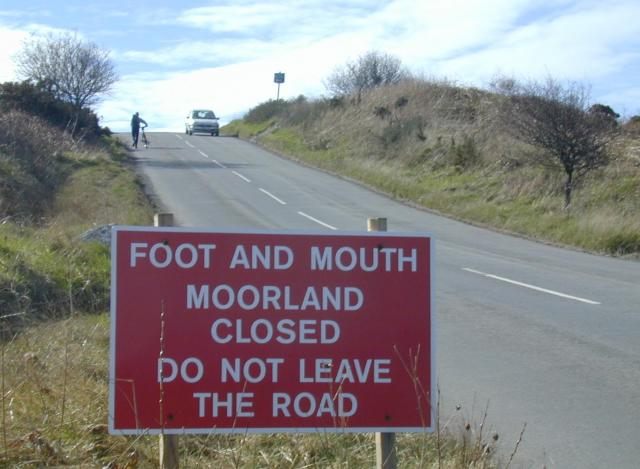
『口蹄疫 ムーアは閉鎖中 道路から外れるな』の告知。人の移動を介した家畜間での感染拡大を予防するための措置。2001年4月15日、イギリスノース・ヨークシャー。

### 2000年まで
- 1870年、アメリカ合衆国で9頭。
- 1899年に茨城県で発生し、1902年まで東京府、京都府ほか5県で3,459頭の牛が感染した。その牛で作った種痘ワクチンにより米国で口蹄疫が広がったことがあるという。当時の呼び名は流行性鵞口瘡（ガコウソウ）[16]、鵞口瘡脚熱、牛の舌病、伝染性鵞口瘡、口足病など[52]。
- 1908年に東京府、神奈川県、兵庫県、新潟県で522頭の感染が記録されている。1909年から1999年まで日本での感染の記録はない（感染牛の輸入例があるが）。
- その頃ドイツでは5年間で370万頭感染した。
- 1914年、アメリカ合衆国ミシガン州を中心に牛、羊、豚が17万頭。被害総額450万ドル。
- 1924年、アメリカ合衆国カリフォルニア州で、10万9000頭の家畜と2万2000頭の鹿。
- 1934年、日本領朝鮮（現大韓民国）
- 1967年10月、イギリスシュロップシャーで報告。被害は44万2000頭、3億7000万ポンド。（→en:1967 United Kingdom foot-and-mouth epidemic）
- 1997年3月19日、台湾新竹市で報告。380万頭以上の豚が殺され、69億USドルの被害となった。それまで台湾は豚肉の輸出国だったが、これにより台湾の豚肉産業は崩壊した。
- 2000年、3月25日から4月9日に宮崎県で3戸、5月11日に北海道で1戸の感染が確認、6月9日には終息。日本列島では約92年ぶりの発生となった）。
- 2000年、韓国坡州市の牛から発見され、全国的にイベントの中止などの措置が取られるなどの影響が出た。

### 2001年
2001年にイギリスで約2000件の感染が確認されることになり2001年総選挙の1ヶ月延期などの影響が出た。翌2002年に調査報告が出て政府の危機管理が問われた。その中では (1)移動禁止の3日の遅れと (2)ワクチン接種のおくれなどから、感染が広範囲に広がり、毎日50件の感染が報告されるまでに拡大した。感染家畜は殺傷されるだけでなく、感染を防ぐ為には焼却処理が施されなければならなく、これほど大規模な家畜の死体の焼却場への輸送などは役所の手に余った。最後には軍が出動して感染発生地点より半径3キロ以内の全家畜をその場で殺傷・焼却・土葬処分する処置がとられ週に80,000 - 93,000頭の家畜が処理されその焼き焦げた死体が積み上げられた姿がテレビに放映された。殺傷された家畜の総数は一千百万頭。被害総額は畜産業だけでなく検問などで交通が制限された為に観光業にもおよび8Billionポンド。当時の為替レート（1/175）で日本円に換算すると一兆四千億円ほどの経済被害を生じた。
1967年の教訓は生かされなかったが、2007年に生かされた。

### 2002年 - 2009年
- 2002 FIFAワールドカップを控えた2002年5月2日から同年6月23日までの52日間で、韓国京畿道や忠清北道の都市で16件の発生が確認された。この時点で約16万頭の牛が殺処分された[54]。
- 2005年4月、中国山東省と江蘇省で報告され、河北省、新疆ウイグル族自治区などに広がった。感染は現在まで断続的に続いている。
- 2007年8月3日にイングランドの農場で再び感染が確認されたと英国DEFRAが発表した。政府は家畜の移動を全面禁止し、EUはイギリスからの家畜の輸入を禁止した。（→en:2007 United Kingdom foot-and-mouth outbreak）

### 2010年
- 1月〜3月に韓国京畿道漣川にて牛A型、京畿道抱川にて牛A型、鹿A型が発見。
- 3月31日に日本の宮崎県児湯郡都農町に感染の疑いがあったことが後に確認されている。その後、隣接市町村に広まりつつある。
- 3月31日、中国で豚206頭の発症が確認され1086頭が処分された。
- 4月には仁川広域市江華島にて4月8日に牛O型、4月9日に牛O型、豚O型、4月10日に牛O型が発見。4月19日には京畿道金浦市にて牛O型が発見。4月21日には仁川広域市江華島にて牛/山羊O型が発見された[55]。4月22日には韓国内陸部で8頭目が発見された[56]。
- 4月28日、国際連合食糧農業機関 (FAO) は声明を発表し韓国と日本における口蹄疫の流行に対する憂慮を表した。すべての国がリスクにさらされているとし、厳重な警戒をするように呼びかけた。タイ王国などでも感染が報告されている。
- 5月10日、新たに川南町の11農家の牛と豚に感染の疑いがあると発表される[57]。最終的に完全終息まで7月までかかり、29万頭が処分された。被害額は1000億円以上になった。
- 韓国国立獣医科学検疫院は、口蹄疫の原因を農場所有者の海外渡航などによるウイルス持ち込みと発表した。検疫院の発表では渡航先の国名は明示されていなかったが、東亜日報では訪問先の中国の農家で伝染と報道している。

## 関連人物
- 山中貞則 牛肉の輸入関税を全部、畜産振興事業団に基金としてプールし畜産業界の有事に備えた。
- 江藤隆美 中川義雄 2000年に発生した際に殺処分を命じ収束。
- 赤松広隆 山田正彦 2010年に発生した時の農水大臣。